# Lijst van Poolse marineschepen in de Tweede Wereldoorlog
De lijst van Poolse marineschepen in de Tweede Wereldoorlog bevat namen van marineschepen die tijdens de Tweede Wereldoorlog in dienst waren bij de Poolse marine.

## B
- ORP Błyskawica
- ORP Burza

## C
- ORP Conrad
- ORP Czajka
- ORP Czapl

## D
- ORP Dragon
- ORP Dzik

## G
- ORP Garland
- ORP Generał Haller
- ORP Grom
- ORP Gryf
- ORP Gdynia

## I
- ORP Iskra

## J
- ORP Jaskółka
- ORP Jastrząb

## K
- ORP Komendant Piłsudski
- ORP Krakowiak
- ORP Kujawiak

## M
- ORP Mazur
- OF Medoc
- ORP Mewa

## O
- ORP Orkan
- ORP Orzeł

## P
- OF Paris
- ORP Piorun
- OF Pomerol

## R
- ORP Rybitwa
- ORP Ryś

## S
- ORP S 1
- ORP S 2
- ORP S 3
- ORP S 4
- ORP S 5
- ORP S 6
- ORP S 7
- ORP S 8
- ORP S 9
- ORP S 10
- ORP Sęp
- ORP Ślązak
- ORP Sokół

## W
- ORP Wicher
- ORP Wilja
- ORP Wilk

## Z
- ORP Żbik
- ORP Żuraw